# Agy Sardari
Agy Sardari (Perzisch: آگه) (Teheran, 16 mei 1993) is een Nederlands MMA-vechter van Iraanse afkomst. De in Tilburg gevestigde Sardari is voormalig tweevoudig wereldkampioen in het lichtgewicht bij Cage Warriors, waarmee hij de eerste Nederlandse titelhouder werd in de 70 kg-categorie binnen deze organisatie. Sardari staat momenteel onder contract bij OKTAGON MMA. Naast zijn prestaties bij Cage Warriors, was Sardari ook Europees kampioen MMA en heeft hij gevochten voor gerenommeerde organisaties zoals Shooto Japan, Ares FC, en World Fighting League.

## Levensloop
Sardari verhuisde op vierjarige leeftijd als politiek vluchteling van Teheran, Iran, naar Nederland. Hij groeide op in Tilburg-Noord samen met zijn moeder, tante, zus en jongere zusje.
Op tienjarige leeftijd begon hij met karate, en op zijn achttiende maakte hij de overstap naar Mixed Martial Arts (MMA). Na een succesvolle en ongeslagen amateurperiode, maakte Sardari op 21-jarige leeftijd de overgang naar een professionele carrière in MMA. In 2014 debuteerde hij met zijn eerste professionele MMA-wedstrijd, die hij won via een arm-triangle choke. 
Sardari traint momenteel bij de 'Honeybadgers', gevestigd bij Sportvision Eindhoven en B-Me Tilburg. Hij staat onder leiding van hoofdtrainer en MMA/BJJ-expert Jochem Branderhorst. Daarnaast wordt hij begeleid door karateka en mental coach Bart Dooremalen, die tevens fungeert als strength & conditioning coach, en striking coach Machiel de Boer.